# Comediants
Els Comediants és una companyia de teatre catalana formada el 19 de novembre de 1971 a l'escola de teatre independent de Barcelona. Es considera un dels màxims representants del teatre de carrer, amb membres provinents de diferents disciplines i espectacles de creació col·lectiva, lligats a la recuperació del ritual i a l'exaltació del fet comunitari i participatiu. La seva estètica es caracteritza per unir tradicions festives populars (titelles, ombres xinesques, capgrossos, gegants) amb una imatgeria mediterrània (sol, lluna, astres, dimonis) de colors vius i lluminosos. Van ser impulsors de la primera Fira de Teatre al Carrer de Tàrrega. El 1994 van rebre el II Premi Europa Realitats Teatrals, del Premi Europa de Teatre. El 1996 van rebre la Creu de Sant Jordi.
Des del principi, van apostar per l'estil de teatre avantguardista que es feia a l'estranger, basat en experiències creatives col·lectives sense text ni directors, en contrast amb el teatre clàssic que es feia a Espanya. Inicialment, assajaven a la sala Villarroel Teatre i, més tard, els seus espectacles són concebuts a la cúpula geodèsica de La Vinya, masia situada a Canet de Mar, i han estat representants als cinc continents, des de Buenos Aires fins a Tòquio, passant per Nova York, Pequín, Madrid o París, amb actuacions tant en grans ciutats com en petits pobles. En els darrers 30 anys han concebut una gran varietat d'espectacles, tant d'inspiració pròpia com per encàrrec. Sovint han simultaniejat la representació de diferents muntatges, tenint-ne més d'un en cartellera diverses vegades.
També han realitzat programes per a la televisió, començant pel programa infantil Terra d'escudella als anys setanta, que els va dur a la popularitat més enllà del teatre. Han interpretat el film Karnabal (1985), de Carles Mira, i han acompanyat la Companyia Elèctrica Dharma en alguns dels seus concerts, com en la primera edició del Festival Canet Rock. El muntatge que van concebre per a la cerimònia de clausura dels jocs Olímpics de Barcelona de 1992 va causar un gran impacte per la seva espectacularitat i originalitat.

## Estil
La interdisciplinarietat és una de les seves característiques: més enllà d'una companyia de teatre, són una "companyia d'espectacle", en la qual barregen el teatre amb el circ, la música, l'audiovisual, el disseny, etc. Per això, es defineixen com "un col·lectiu format per actors, músics i artistes de tota classe, dedicat per complet al món de la creació". Són actualment una de la companyies més prestigioses del món quant a l'espectacularitat dels seus muntatges.
Tots els muntatges de Comediants es caracteritzen pel seu gran esperit festiu, la multitud d'actors i la interrelació amb el públic. Totes les seves creacions tenen un gran significat inspirat en mites, símbols, rituals i cerimònies que celebren el pas cíclic dels humans per la Terra. Comediants han realitzat espectacles per a esdeveniments tan importants com la cerimònia de clausura dels jocs Olímpics de Barcelona 1992, l'Exposició Universal de Sevilla 1992, l'Expo de Lisboa'98, l'Expo de Hannover'00, o el Fòrum de Barcelona 2004.

## Companyia
El director d'escena és, des dels seus inicis, Joan Font.
Els Comediants són una companyia coral, amb multitud d'actors i actrius, com ara Anna Lizaran, Imma Colomer, Quimet Pla, Llum Barrera, Sílvia Abril, Mercè Llorens Roger Julià, Maria Casellas, Ramon Giró i Jordi Vidal.

## Espectacles
- Non plus plis (1971)
- Catacroc! (1972)
- Moros i Cristians (1975)
- Plou i fa sol (1976)
- Revetlla o Ball per a tothom (1978)
- Sol, solet (1979)
- Apoteòsic sarau de gala de Tòtil Ier, Tocatdelala (1981)
- Nit d'espetecs, fums i corredisses (1982)
- Dimonis (1983)
- Alè (1984)
- La nit (1987)
- Nit de nits (1989)
- Mediterrània. Horitzons de blau salat (1991)
- El llibre de les bèsties (1994)
- Anthologia (1996)
- T.E.M.P.U.S. (1997)
- O rapaz de papel (1998)
- Zenit (1999)
- Maravillas de Cervantes (2000)
- Bi (2001)
- Boccato di Cardinale (2003)
- L'arbre de la memòria (2004)
- Neruda, Adelante. 100 años en viaje (2004)
- Elogio de la locura (2005)
- Les 1001 nits (2005)
- El gran secret (2006)[17]
- Iu i els números. Num3r@lia (2008)[18]

## Fons
El seu fons es conserva al Centre de Documentació i Museu de les Arts Escèniques i consta part de les seves obres, a banda de documents personals i administratius. A més a més també hi trobarem fotografies i correspondència.